# 殷作炎
殷作炎（1932年—），浙江温州市蒼南縣金鄉鎮人，杭州師範大學中文系教授，方言學者，精研杭州話、金鄉話。著《金乡话词典》。

## 家世
父母俱為温州市蒼南縣金鄉鎮人，但离乡都很早。母親1912年生，19岁结婚，至2017年仍在世；殷作炎有一弟、一妹。父親早逝。

## 生平
1932年生於杭州，1935年移居中華民國北平市（今北京），在北平市长大。在北京，一家人长时间住在温州会馆，殷作炎成長於温州话和金乡话（註：兩者屬吳語方言但不同片，金乡话受明代衛所帶來的官話極大影響）。又因3歲起移居北平市，略帶京片子。1949年-1952年，回到家鄉金鄉鎮工作。1950年代初开始，定居於出生地杭州。文革經歷不詳。
他是浙江推普的旗手之一。1992年撰文《也谈影视中人物不该讲方言》指電視劇的毛澤東等領袖不應還原他們的方言，而應幫他們「換張嘴」換為普通話，又說「1991年9月17日的《錢江晚報》刊登江潛的文章《領袖何必老講方言》，有理有據，讓人不禁叫好」。2004-2005年在浙江省各市出现十餘檔方言節目，適逢中共總書記胡錦濤在2004年9月提出构建和谐社会後，方言被指責導致學校裡本地生與外地生「不和諧」，例如2005年春殷作炎撰文「我自己調查，普通话在杭州中小学并没有成为普遍的校园语言，不少外来人口都受困于听不懂杭州话，杭州方言类电视节目的增多会显出城市的小家子气，也不利于社会的和谐发展。”